# Suchonice
Suchonice är en ort i Tjeckien.   Den ligger i regionen Olomouc, i den östra delen av landet, 220 km öster om huvudstaden Prag. Suchonice ligger 272 meter över havet och antalet invånare är 162.
Terrängen runt Suchonice är lite kuperad. Runt Suchonice är det tätbefolkat, med 636 invånare per kvadratkilometer. Närmaste större samhälle är Olomouc, 12,1 km nordväst om Suchonice. Trakten runt Suchonice består till största delen av jordbruksmark.